# Willy van de Kerkhof
Wilhelmus van de Kerkhof (sinh 16 tháng 9 năm 1951 tại Helmond, Noord-Brabant), tên thường gọi là Willy, là một cựu cầu thủ bóng đá Hà Lan.
Willy và người anh em song sinh René đều là thành viên của đội tuyển Hà Lan có mặt trong trận chung kết World Cup 1974 và là những cầu thủ chủ chốt giúp Hà Lan lọt vào trận chung kết World Cup 1978. Ngoài ra, ông cũng cùng Hà Lan tham dự 2 Euro: 1976 và 1980. Tổng cộng, Willy khoác áo đội tuyển quốc gia 63 trận và ghi được 5 bàn thắng.
Ông có tên trong danh sách 125 cầu thủ còn sống xuất sắc nhất do Pelé lựa chọn tháng 3 năm 2004.